# Oxford House 24
Oxford House 24 är ett reservat i Kanada.   Det ligger i provinsen Manitoba, i den sydöstra delen av landet, 1 700 km nordväst om huvudstaden Ottawa. Oxford House 24 ligger vid sjön Wapisew Lake.
I omgivningarna runt Oxford House 24 växer i huvudsak blandskog. Trakten runt Oxford House 24 är nära nog obefolkad, med mindre än två invånare per kvadratkilometer.